# Festa Major de Sarrià
La Festa Major de Sarrià se celebra la primera quinzena d'octubre al barri de Sarrià, al districte de Sarrià-Sant Gervasi de Barcelona. La festa major, tal com l'entenem avui, gestionada per la Comissió de Festes, es fa des del 1973. La festa major actual és participativa i a l'hora d'organitzar-la s'hi impliquen moltes entitats del barri, que s'agrupen a recer de la Comissió de Festes del Roser de Sarrià. Els veïns, a títol personal, també hi prenen part engalanant els balcons i façanes o organitzant els sopars de germanor que es fan a molts carrers del centre històric. També fan seva la festa major les nombroses escoles del barri, que cada any organitzen la seva cercavila amb balls tradicionals, gegants, capgrossos i diables.

## Origen
Sarrià va ser la darrera vila del pla de Barcelona que s'annexionà a la ciutat. A diferència de la majoria –Sants, Gràcia, Sant Andreu–, no s'hi incorporà mitjançant el reial decret del 1897 sinó que va poder endarrerir el procés fins al 1921. Actualment la festa major, que es fa en honor de la Mare de Déu del Roser, que cau en el 7 d'octubre, és un dels actes que permeten als sarrianencs d'afirmar la seva identitat.
El culte a la Mare de Déu del Roser es va estendre per tot Catalunya els segles xvi i xvii, a través de la consagració de capelles o petits altars. En el cas de Sarrià, la llegenda explica que la devoció prové de la bellesa dels rosers que florien cada primavera a la llera dels torrents secs que travessaven la vila.
Durant diversos anys, cap als anys 1930, es muntava un envelat per la Festa Major al carrer d'Anglí, a l'altura del carrer de Rosales, aprofitant que hi havia molts solars sense edificar. En una d'aquestes festes va actuar la cantant d'òpera Maria Barrientos.

## Actes destacats
- Toc d'inici de Sarrià. L'arrencada oficial de la festa major és el Toc d'Inici, una cercavila representativa de la cultura tradicional del barri que acaba amb una ballada. Hi participa tota la família gegantera, els membres de l'Esbart de Sarrià i la Colla de Diables i Diablesses del barri. L'acte culmina a la plaça del Consell de la Vila amb els gegants Gervasi i Laieta ballant la melodia del toc d'inici.[1]
- Trobada gegantera. Els gegants de Sarrià són els amfitrions de la trobada gegantera, en què participa la família sencera: en Gervasi, la Laieta, els vells gegants de les Dues Cares i el gegantó Blauet. Completen la reunió tot de colles geganteres de la ciutat o de la resta del país.[1]
- Sarrià en flames. Els correfocs infantil i adult i la tabalada es concentren en una sola tarda, per formar un acte global. Comença la tabalada pels carrers del barri, a càrrec del grup de percussió dels Diables i Diablesses de Sarrià. Després es fa el correfoc infantil i, unes hores més tard, comença l'adult, que acaba amb un espectacle de foc.[1]
- Batalla x Sarrià. És una competició festiva que es fa des del 2013 i que vol dividir el barri en dos bàndols, en referència als patrons de la vila: els Rosers, identificats amb el color verd, i els Vicençs, de color lila. Durant la festa, totes dues colles es repten fraternalment per mitjà de jocs i torneigs esportius amb l'objectiu d'acumular punts i esdevenir guanyadors.[1]